# Nepeta betonicifolia
Nepeta betonicifolia là một loài thực vật có hoa trong họ Hoa môi. Loài này được C.A.Mey. mô tả khoa học đầu tiên năm 1831.